# Хисматуллин, Зульфар Фазылович
Зульфар Фазылович Хисматуллин (баш. Зөлфәр Фазыл улы Хисмәтуллин; 11 июля 1923, Серменево, Башкирская АССР — 6 апреля 1983, Уфа) — башкирский писатель. Заслуженный работник культуры Башкирской АССР (1973), член Союза писателей (1964). Участник Великой Отечественной войны.

## Биография
Хисматуллин Зульфар Фазылович родился 11 июля 1923 года в деревне Серменево Тамьян-Катайского кантона Башкирской АССР (ныне — Белорецкого района Республики Башкортостан).
1941 году окончил Белорецкий металлургический техникум. Участвовал в Великой Отечественной войне.
С 1946 работал инструктором Белорецкого райкома КПСС, а с 1947 года — литературным сотрудником газеты «Совет Башкортостаны».
В 1951 году окончил Башкирский педагогический институт имени К. А. Тимирязева (ныне Уфимский университет науки и технологий). В том же году был назначен ответственным секретарём газеты «Ленинец».
С 1955 года работал заведующим отдела, а после ответственным секретарём журнала «Хэнэк».
С 1973 года являлся сотрудником, а в 1974—1983 гг. — директором Башкирского отделения Литературного фонда СССР.

### Творческая деятельность
В 1959 году был издан первый сборник рассказов «Тау шишмәһе» («Горный родник»). Позже вышли книги «Дом на окраине деревни» («Ауыл ситендэге эй», 1962), «Новые соседи» («Яны куршелэр», 1964), «Бабье лето» («Эбейзэр сыуагы», 1967), «Таң алдынан» (1970; «Перед рассветом»), «И так, и сяк» («Алмаш-тилмэш», 1976), «Шундай-шундай хәлдәр» (1980; «Вот такие дела») и другие.
Произведения Зульфара Хисматуллина были переведены на азербайджанский, русский, татарский, узбекский, украинский и чувашский языки.
Хисматуллин сделал перевод пьесы Н. Н. Носова «Два друга» на башкирский язык.

## Память
- В Уфе на доме, где жил писатель, была установлена мемориальная доска.
- В родной деревне Серменево его именем названа улица.